# Motor de passo

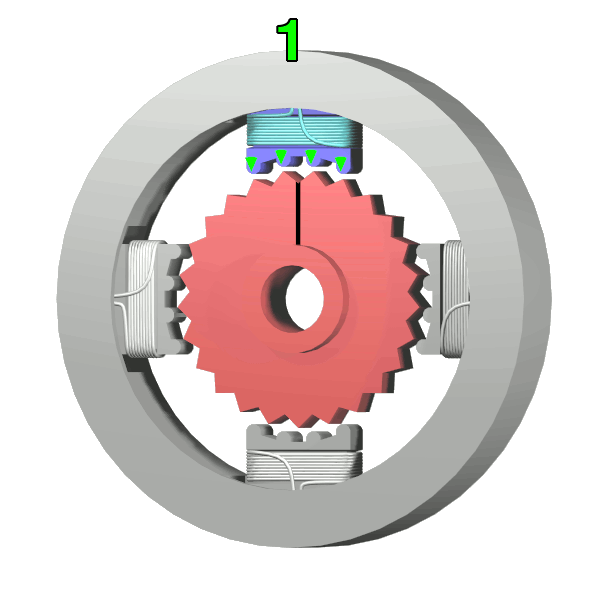
O solenoide do topo (1) esta ativado, atraindo o dente superior do eixo.

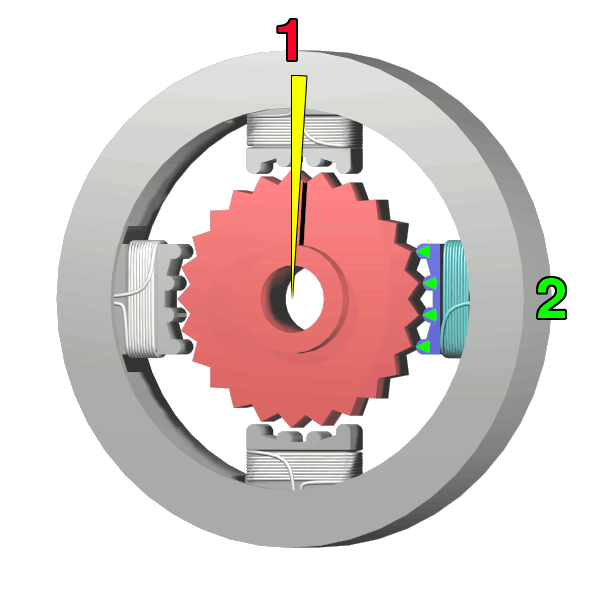
O solenoide do topo (1) é desativado, e o solenoide da direita (2) é ativado, movendo o quarto dente mais próximo à direita. Isto resulta em uma rotação de 3,6°.

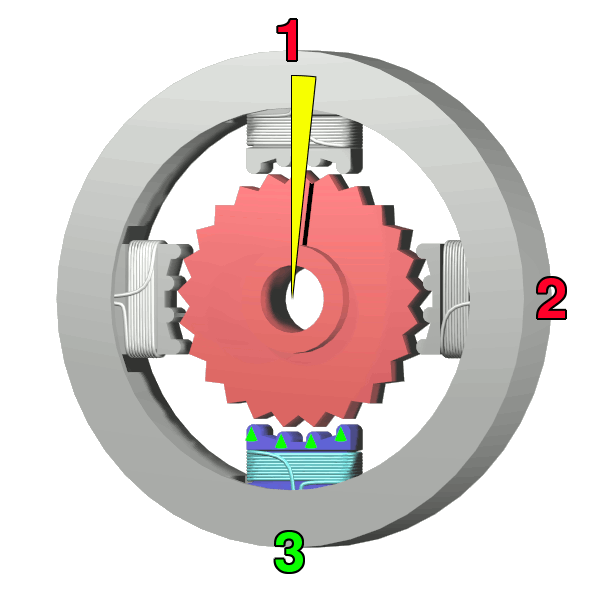
O solenoide inferior (3) é ativado; outra rotação de 3,6° ocorre.

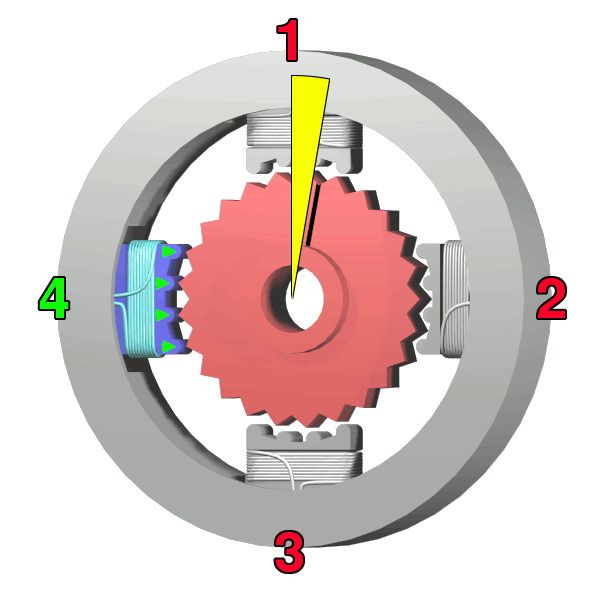
O solenoide à esquerda (4) é ativado, rodando novamente o eixo em 3,6°. Quando o solenoide do topo (1) for ativado novamente, o eixo terá rodado em um dente de posição, como existem 25 dentes, serão necessários 100 passos para uma rotação completa.

Um motor de passo é um tipo de motor elétrico usado quando algo tem que ser posicionado muito precisamente ou rodado de um ângulo exato.
Neste tipo de motor, a rotação do balancete é controlada por uma série de campos eletromagnéticos que são ativados e desativados eletronicamente.
Motores de passo não usam escovas ou comutadores e possuem um número fixo de polos magnéticos que determinam o número de passos por revolução. Os motores de passo mais comuns possuem de 3 a 72 passos/revolução, significando que leva de 3 a 72 passos para completar uma volta. Controladores avançados de motores de passo podem utilizar modulação por largura de pulso para realizarem micro passos, obtendo uma maior resolução de posição e operação mais macia, em detrimento de outras características.
Os motores de passo são classificados pelo torque que produzem. Para atingir todo o seu torque, suas bobinas devem receber toda a corrente marcada durante cada passo. Os seus controladores devem possuir circuitos reguladores de corrente para poderem fazer isto. A marcação de tensão (se houver) é praticamente sem utilidade.
O controle computadorizado de motores de passo é uma das formas mais versáteis de sistemas de posicionamento, particularmente quando digitalmente controlados como parte de um servo sistema.
O motor de passo foi inventado em 1936 por Marius Lavet.

## Tipos
Os motores de passo são classificados em relação ao seu tipo construtivo, e podem ser de três tipos: relutância variável, ímã permanente e híbridos com escovas redundantes.

### Relutância variável
É o tipo mais simples, o estator é formado, em geral, por quatro polos usinados de forma que apresentem ranhuras, chamadas dentes devido ao seu aspecto. O rotor é também dentado, lembrando uma engrenagem, onde cada dente corresponde a um polo saliente, assim, o número de dentes do rotor determina o número de passos do motor.
O controle deste tipo depende unicamente da ordem de energização das bobinas e dos detalhes mecânicos.

### Ímã permanente
Similar ao motor de relutância variável, porém o rotor é construído com ímãs permanentes, o que determina uma característica importante deste tipo, que é a de manter a última posição mesmo quando não energizado. O torque (binário) proveniente dessa característica é conhecido torque de detenção.

### Híbridos
Os motores de passo híbridos são de longe os mais utilizados na indústria. Composto por um rotor, estator com enrolamento dos fios (bobinas), rolamentos e carcaça. São geralmente de 2 fases, sabendo que existem também motores de passo de 3 fases e 5 fases (não muito comum). A revolução é de 1,8 graus, sendo conseguida devido à geometria do rotor, o qual é composto de 50 dentes conjugados com o estator (Bobinas A e B), ou seja A+,A-,B+,B- , obtém o resultado de 200 PPR (pulsos por uma revolução).

## Aplicações
Os motores de passo são usados em:
- Drives de disquetes
- Scanners planos
- Impressoras
- Injeção eletrônica nos automóveis e muitos outros dispositivos
- Motores de automóveis.